# Вінченцо Ріккаті
Вінченцо Ріккаті (італ. Vincenzo de Riccati; 11 січня 1707, Кастельфранко-Венето — 17 січня 1775, Тревізо) — італійський математик, механік і фізик. Відомий як творець теорії гіперболічних функцій. Син відомого математика Якопо Ріккаті.

## Біографія
Вінченцо Ріккаті народився в 1707 році в Кастельфранко Венето, невеликому містечку приблизно за 30 км на північ від Падуї. Його батьком був відомий математик Якопо Ріккаті. Мав старшого брата — Джордано Ріккаті. Навчався в коледжі св. Франциска Ксав'єра в Болоньї під керівництвом Луїджі Марченті, учня французького математика П'єра Варіньона. 20 грудня 1726 року він вступив до Товариства Ісуса. Викладав в коледжах Ордену в П'яченці (1728), Падуї (1729) і Парма (1734). Потім він поїхав до Риму вивчати теологію. У 1739 році його призначили до коледжу Св. Франциска Ксав'єра в Болоньї, де він викладав математику протягом тридцяти років, змінивши свого колишнього вчителя Луїджі Марченті. Він був одним із перших членів італійської Національної академії наук. У 1760 році його було обрано почесним членом Російської академії наук.
Основні дослідження Ріккаті продовжили роботу його батька в математичному аналізі, особливо в галузі диференціальних рівнянь і фізики. У 1746 і 1749 роках Ріккаті опублікував дві праці, в яких обговорював питання про рівнодійну сил в контексті дискусії про живу силу. У 1752 році він опублікував короткий трактат De usu motus tractorii in constructione aequationum diﬀerentialium, в якому довів, що всі (звичайні) диференціальні рівняння першого порядку, які можна було побудувати на той час, можна побудувати за допомогою тягового руху.
Найвагоміші внески Ріккаті в математику та фізику були опубліковані у двох томах «Opusculorum ad res physicas mathematicas pertinentium» (Болонья, 1757—1762), де він представив застосування гіперболічних функцій. У співпраці зі своїм братом Джордано, Вінченцо відредагував твори свого батька та опублікував їх разом зі своїм другом і учнем Джіроламо Саладіні у спільному тритомному трактаті «Institutiones analyticae», одному з основних підручників того часу з математичного аналізу, який був надрукований у Болоньї в 1765-67 роках. Через десять років Саладіні випустив італійський переклад даного твору під назвою «Instituzioni Analitiche». «Institutiones analyticae» Ріккаті є найповнішим італійським трактатом 18-го століття про аналітичні методи в математиці.
Після знищення ордену єзуїтів Вінченцо Ріккаті поселився у своєму сімейному будинку в Тревізо, де й помер 17 січня 1775 року.
Ріккаті дружив та листувався з італійськими математиками Раміро Рампінеллі та Марією Аньєзі.